# Силва, Аугусту Алвару да
Августу Алвару да Силва (порт. Augusto Álvaro da Silva; 8 апреля 1876, Ресифи, Бразилия — 14 августа 1968, Сан-Салвадор-да-Баия, Бразилия) — бразильский кардинал. Епископ Пескейры с 12 мая 1911 по 25 июня 1915. Епископ Барра-ду-Риу-Гранди с 25 июня 1915 по 18 декабря 1924. Архиепископ Сан-Салвадора-да-Байя и примас Бразилии с 18 декабря 1924 по 14 августа 1968. Кардинал-священник с 12 января 1953, с титулом церкви Сант-Анджело-ин-Пескерия с 15 января 1953.